# Aspidiobates orbiculatus
Aspidiobates orbiculatus är en kvalsterart som beskrevs av Hopkins 1975. Aspidiobates orbiculatus ingår i släktet Aspidiobates och familjen Hygrobatidae. Inga underarter finns listade.